# Jorgen Ulrich
Pour les articles homonymes, voir Ulrich.
Jorgen Ulrich (Jørgen Ulrich), né le 21 août 1935 à Hellerup et mort le 22 juillet 2010 en Grèce, est un ancien joueur de tennis danois.

## Biographie
Son frère aîné Torben Ulrich, également joueur de tennis, est le père de Lars Ulrich, le batteur de Metallica. Son père Einer Ulrich était aussi joueur de tennis des années 1920 et 1930. Avocat de formation, il prend sa retraite à 62 ans après avoir été expert juridique pour une entreprise de crédit-export et une société d'assurance. Il décède lors d'un séjour en Grèce à 74 ans.

## Carrière
Il a participé à 16 éditions (entre 1953 et 1972) du tournoi de Wimbledon et y atteint les huitièmes de finale en 1959, 1960 et 1964 (1/4 en 1966). Il a joué à Roland Garros en 1957 et 1960, ainsi qu'à l'US Open en 1962.
De 1955 à 1971, il représente le Danemark en Coupe Davis. Son bilan est de 18 victoires pour 18 défaites en simple et 8 victoires pour 10 défaites en double, uniquement dans la zone Europe.
En 1968, il participe aux Jeux olympiques de Mexico.
Durant sa carrière, il a remporté 21 tournois en simple.

## Palmarès

### Titre en double mixte
| No | Date       | Nom et lieu du tournoi                | Catégorie | Surface      | Partenaire  | Finalistes                    | Score         |          |
| -- | ---------- | ------------------------------------- | --------- | ------------ | ----------- | ----------------------------- | ------------- | -------- |
| 1  | 22-04-1957 | Trophée Raquette d'Or Aix-en-Provence |           | Terre (ext.) | Rosie Reyes | Yola Ramírez François Garnero | 0-6, 6-3, 8-6 | Parcours |